# ヘキサジン
ヘキサジン(Hexazine)またはヘキサアザベンゼン(hexaazabenzene)は、仮想的な窒素の同素体の1つであり、6つの窒素原子がベンゼンのアナログになるように、環状に配列している。一連のアザベンゼン（アジン）の最後のものであり、ベンゼンの全てのメチン基が窒素原子に置き換わっている。一連のアザベンゼンの最後の2つであるヘキサジンとペンタジンだけは未だ観測されていないが、その他全て（ピリジン、ピリミジン、ピリダジン、ピラジン、トリアジン、テトラジン）は観測されている。2022年にはダイヤモンドアンビルセル中でのアジ化カリウムのレーザー加熱により、ヘキサジンジアニオン（K+2N62-）の合成に成功したことが報告された。

## 安定性
ヘキサジン分子は、非常に安定なベンゼン分子の構造と類似している。ベンゼンと同様に、ヘキサジンは恐らく芳香族性を持つと計算されている。しかし、計算上では、この分子は非常に不安定であると予想されている。この不安定性は、窒素原子上の孤立電子対が静電力によって反発しあい、またシグマ反結合性軌道に電子を供給することから来るものと考えられている。